# PHPDoc
PHPDoc je standard dokumentování zdrojových kódů pro skriptovací jazyk PHP. PHPDoc je ukládán do komentářů ve zdrojových kódech. Je adaptací Javadoc, který existuje pro jazyk Java. Umožňuje dokumentovat jak objektový tak procedurální kód.

## Status
PHPDoc má zatím v současné době status informálního standardu, ale je v procesu formalizace – od 13. srpna 2013 začala skupina PHP Framework Interoperability Group pro PHPDoc psát formální specifikaci (PSR).

## Podpora PHPDoc
S PHPDoc spolupracuje phpDocumentor – pomůcka (tool), který na základě PHPDoc dokáže vygenerovat dokumentaci k projektu v různých formátech.
PHPDoc využívají i prostředí jako třeba Zend Studio, NetBeans, JetBrains PhpStorm, ActiveState Komodo Edit a IDE, PHPEdit, Aptana Studio, aby (v různém rozsahu) vylepšila propojení částí kódu v rámci projektu, naznačování typu (type hinting) a ladění.